# Sympetrum navasi
Sympetrum navasi är en trollsländeart som beskrevs av Marc Lacroix 1921. Sympetrum navasi ingår i släktet ängstrollsländor, och familjen segeltrollsländor. Inga underarter finns listade i Catalogue of Life.